# 三氯氮化钨
三氯氮化钨是一种无机化合物，化学式为(WNCl3)4。它最初由Dehnicke等人于1965年由六氯化钨和叠氮化氯在四氯化碳中反应得到，后来有文献报道了六羰基钨和三氯化氮的反应制备三氯氮化钨。六氯化钨和三甲基叠氮硅烷反应，可以得到W(N3)Cl5，它的热分解可以得到WNCl3：
W(N3)Cl5 → WNCl3 + Cl2 + N2
它和三甲基氟化锡在氟化钾存在下于甲苯中反应，可以得到K[(ClN)WF5]。

## 拓展阅读
- Strähle, Joachim. . Zeitschrift für anorganische und allgemeine Chemie (Wiley). 2007-08-27, 633 (11-12): 1757–1761. ISSN 0044-2313. doi:10.1002/zaac.200700170.